# Сент Чарлс (Ајдахо)
Сент Чарлс (енгл. St. Charles) град је у америчкој савезној држави Ајдахо.

## Демографија
По попису из 2010. године број становника је 131, што је 25 (-16,0%) становника мање него 2000. године.
| Група             | 2000.       | 2010.       |
| Белци             | 151 (96,8%) | 129 (98,5%) |
| Афроамериканци    | 0 (0,0%)    | 0 (0,0%)    |
| Азијати           | 0 (0,0%)    | 0 (0,0%)    |
| Хиспаноамериканци | 3 (1,9%)    | 0 (0,0%)    |
| Укупно            | 156         | 131         |